# 曾诚
曾诚（1987年1月8日—），中国足球守门员，中國國家足球隊隊员，目前效力于上海申花。

## 职业生涯
2004年，曾诚进入武汉队一队。
2005年，曾诚曾经被武汉队租借到印度尼西亚联赛效力，一度引起当地华人社群和球迷的轰动。2006年后曾诚入选国奥队，但是由于始终无法占据俱乐部主力门将位置而最终落选了2008年奥运会。
2007年，曾诚代表国青队分别参加了南非八国邀请赛和法国的土伦杯，并在土伦杯中一战成名。
2008年赛季后期，武汉队因退赛被取消联赛注册资格，曾诚也在2009年转会至河南建业。2012赛季，河南建业从中超联赛降级，同时曾诚合约期满。
2013年1月1日，曾诚以自由身加盟广州恒大。效力恒大八年期間，曾诚共代表球队出场240次，其中亚冠联赛登场63次。帮助恒大获得2次亚冠冠军、6次联赛冠军、3次超级杯冠军，以及1次足协杯冠军。此外曾诚个人也曾3次荣获中超联赛年度最佳门将殊荣。
2020年2月3日，曾诚加盟上海申花。曾诚在申花時曾創下該球隊472分钟联赛不失球纪录。

## 国家队生涯
曾诚因其在2009年赛季初的表现首次入选高洪波率领的中国国家队第一梯队。2009年6月1日友谊赛对阵伊朗是他的第一场国际A级赛，之后，曾诚成为国家队的第二门将并入选2010年东亚杯大名单。2011年初，原一号国门杨智在省港杯受重伤，曾诚随即成为国家队主力门将。2014年佩连入主国足后，主力位置逐渐被王大雷取代。直至2016年高洪波二进宫，曾诚在世界杯外围赛重新成为主力国门。2021年，为备战3月开踢的卡塔尔世预赛亚洲区40强赛下半程比赛，中国男足将于1月22日至2月10日在海口展开2021年首期集训，他入选27人名单。

## 荣誉

### 俱乐部
武汉光谷
- 中国足球甲级联赛: 2004年
- 中超杯: 2005年

广州恒大
- 亚足联冠军联赛: 2013、2015
- 中国足球超级联赛: 2013、2014、2015、2016
- 中国足协杯: 2016
- 中国足球协会超级杯: 2016、2017

### 国际
中国国家足球队
- 东亚杯冠军: 2010年

### 个人
- 中国足球超级联赛最佳守门员: 2013、2015、2016
- 中国足球超级联赛最佳阵容: 2013、2015、2016